# Tren de juguete

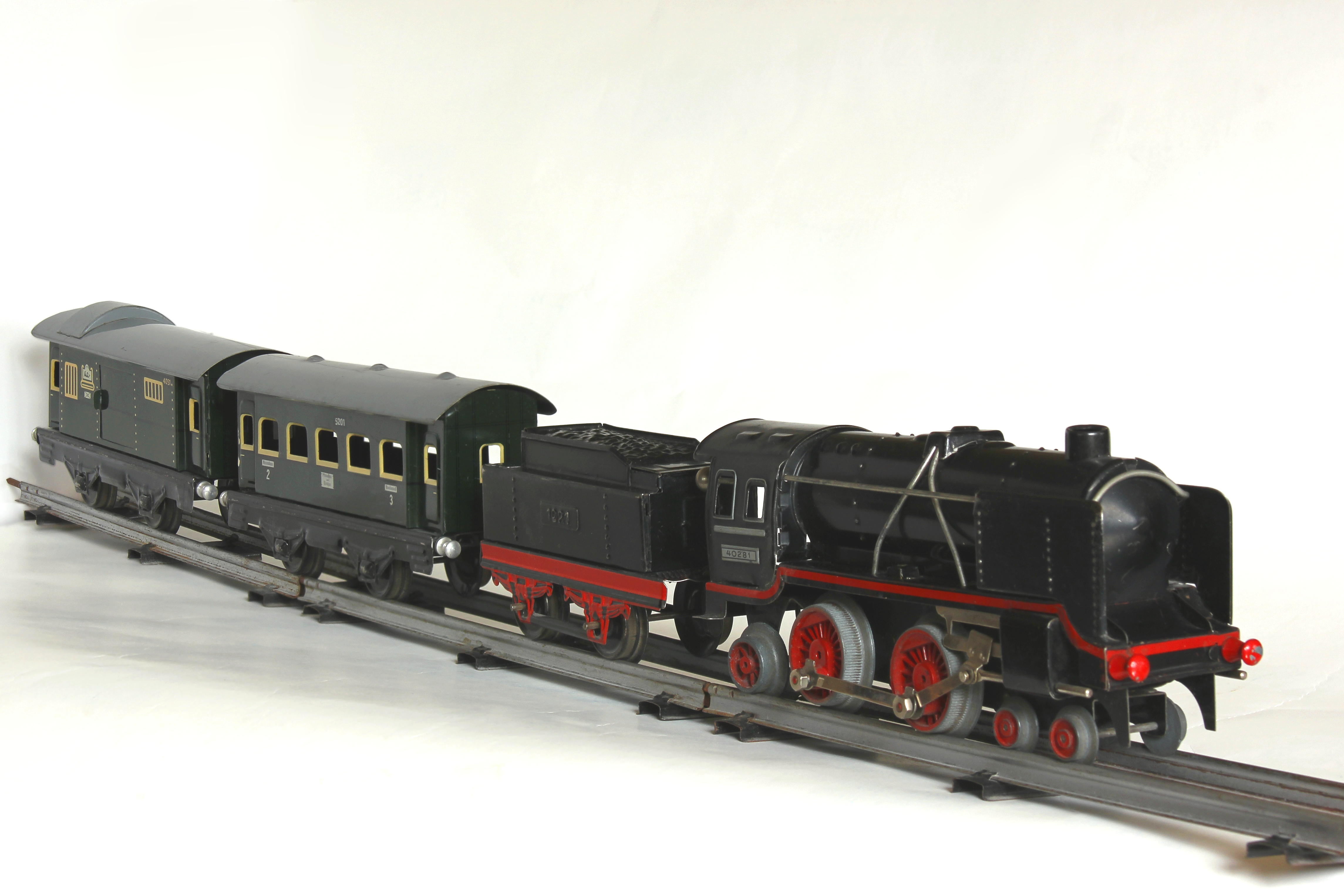
Tren de juguete de cuerda de 1950.

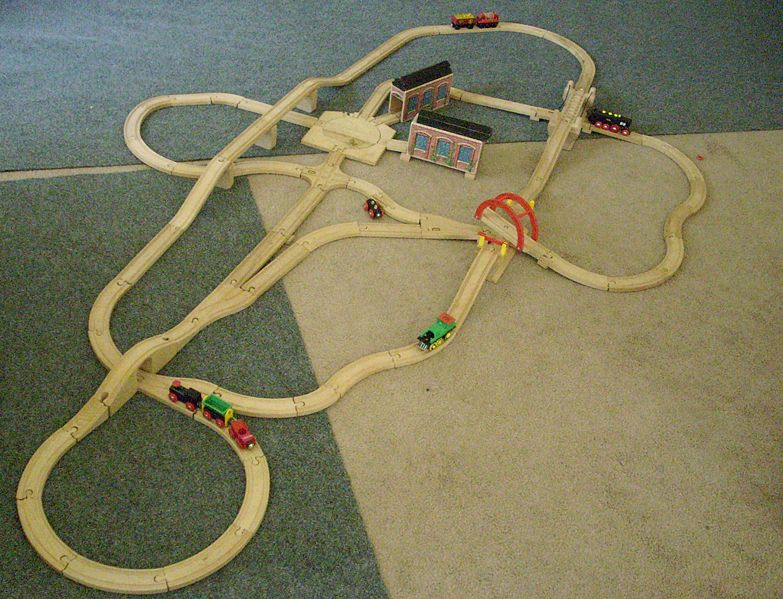
Tren de juguete de madera.

Un tren de juguete es un juguete que representa un tren. La principal diferencia entre un tren de juguete y el modelismo ferroviario es su bajo costo y durabilidad respecto al modelismo a escala. Los materiales empleados para su fabricación son madera, plástico o metal. Los trenes de juguete pueden comercializarse con una vía para circular sobre ella o no, y pueden funcionar mediante electricidad, un mecanismo de cuerda o incluso a vapor. También se pueden vender en conjunto o por piezas separadas (solo la locomotora o los vagones). El apelativo «tren de juguete» se usa para algunos trenes de pequeño tamaño pero igualmente funcionales, como el Ferrocarril Darjeeling del Himalaya.

## Historia
Los primeros trenes de juguete estaban hechos de plomo y carecían de partes móviles. Algunos tenían ruedas que giraban, pero debían ser arrastrados a mano. Algunos de los trenes de juguete de principios del siglo XIX fueron fabricados con planchas de plata, que posteriormente se pintaban usualmente de color rojo y dorado, siendo decoradas con motivos florales o corazones. A partir de 1875, los avances tecnológicos permitieron estampar, cortar, rodar y litografiar los trenes de juguete.
Los trenes de juguete progresaron enormemente cuando la compañía alemana Märklin, hasta entonces especializada en accesorios para casas de muñecas, buscó crear un juguete equivalente para los chicos, donde se podía asegurar un flujo constante de ingresos mediante la venta de accesorios adicionales después de la compra inicial. Aparte de las cajas que contenían un tren y una vía férrea por donde circular, Märklin comercializó otros productos como material rodante adicional y edificios vendidos por separado, originando el predecesor para la distribución de maquetas modernas de trenes con edificios y paisajes. Desde entonces, los trenes se han convertido en uno de los regalos más vendidos, especialmente en fechas navideñas, utilizados a menudo para decorar en la parte inferior del árbol de Navidad.
Aunque dentro del modelismo ferroviario el término «tren de juguete» designa una reproducción de un tren que no es totalmente fiel a un prototipo real, los trenes de juguete no están del todo excluidos de esta afición, especialmente si sirven para reproducir una red en miniatura. Los fanáticos de los trenes de juguete europeos se reúnen en el European Ferroviphile Circle (EFC), establecida en 1982.

## Estándares
Los primeros estándares para los trenes de juguetes fueron introducidos por Märklin en Leipzig, Alemania, en 1891.
| Nombre    | Ancho de vía | Tamaño                    | Comentarios                                                                                     |
| --------- | ------------ | ------------------------- | ----------------------------------------------------------------------------------------------- |
| Calibre 5 | 4,72 plg     | 1:8                       | También conocido como V («cinco» en números romanos)                                            |
| Calibre 4 | 2,95 plg     | 1:11 o 1:20               | También conocido como IV («cuatro»). La medida también es conocida como 2+15/16 plg (74,61 mm). |
| Calibre 3 | 2,64 plg     | 1:16 o 1:22 o 1:23        | También conocido como calibres III, II o IIa.                                                   |
| Calibre 2 | 2,13 plg     | 1:22.5 o 1:27 o 1:28      | También conocido como II.                                                                       |
| Calibre 1 | 1,77 plg     | 1:32 o 1:30               | También conocido como I.                                                                        |
| Calibre 0 | 1,38 plg     | 1:48 o 1:43 o 1:45 o 1:64 | Introducida más tarde, alrededor del 1900.                                                      |